# F1 (filme)
F1 (anunciado como F1 - O Filme) é um filme de drama esportivo dos Estados Unidos dirigido por Joseph Kosinski e com roteiro de Ehren Kruger, baseado em uma história que ambos cocriaram. O filme aborda o Campeonato Mundial de Fórmula 1 e foi desenvolvido em colaboração com a FIA, seu órgão regulador. O elenco inclui Brad Pitt, Damson Idris, Kerry Condon, Tobias Menzies e Javier Bardem.
F1 estreou em 16 de junho de 2025, no Radio City Music Hall em Nova York. No Brasil e em Portugal o filme foi lançado no dia 26 de junho, três dias antes do Grande Prêmio da Áustria. O filme foi bem recebido pelo público e pela crítica.

## Enredo
O piloto de corrida Sonny Hayes foi, em tempos, considerado um grande talento na Fórmula 1, mas teve que encerrar sua carreira ativa após um grave acidente em 1993. Mais de 30 anos depois, e após vários casamentos fracassados e um vício em jogos de azar, ele se encontra à beira da insolvência privada e precisa se manter com engajamentos como piloto em categorias de corrida inferiores.
Justamente quando ele conseguiu vencer a 24 Horas de Daytona, é contatado por seu ex-colega de equipe Ruben Cervantes, que agora possui a escuderia de Fórmula 1 APXGP. Sua equipe ainda não havia conquistado um único ponto no campeonato mundial até então, o que fez com que um dos pilotos abandonasse a temporada no meio. Ruben também corre o risco de ser substituído, caso a APXGP não vença nenhuma corrida até o final da temporada.
Ruben faz uma proposta a Sonny para que ele entre como piloto nas últimas nove corridas do campeonato mundial, o que Sonny aceita com a perspectiva de uma última chance de glória. Em um primeiro teste, Sonny, apesar de se acidentar com o carro de corrida incomum para ele, supera o melhor tempo do ambicioso novato Joshua Pearce, que também está sob contrato com a APXGP. Ambos os pilotos consideram o outro arrogante e presunçoso, e logo surge uma rivalidade interna na equipe. Quando Sonny, em seu primeiro Grande Prêmio em Silverstone, impede o mais rápido Joshua de ultrapassá-lo, apesar da instrução do chefe de equipe Kaspar Molinski, ocorre um acidente que tira ambos os pilotos da corrida.
Para a segunda corrida no Hungaroring, Sonny decide sacrificar seu próprio bom desempenho para permitir que Joshua consiga uma posição nos pontos. Várias vezes, ele aciona o Safety Car através de pequenos acidentes, o que faz com que outros pilotos se dirijam aos Pit stop, enquanto Joshua permanece na pista e termina a corrida em décimo lugar. Em Monza, Sonny segue uma estratégia semelhante, freando intencionalmente os carros que vêm atrás durante uma corrida de chuva e atrapalhando os pilotos da frente nas voltas, de modo que Joshua se encontra em uma posição promissora, em segundo lugar. No entanto, ele não executa corretamente uma manobra de ultrapassagem proposta por Sonny, saindo da pista e capotando. Joshua é retirado do carro em chamas por Sonny, mas precisa fazer uma pausa de três corridas devido às suas lesões, sendo substituído pelo piloto Luca Cortez.
Sonny é solicitado por sua equipe a não usar truques baratos nas próximas corridas, mas a lutar por suas posições de forma justa. Juntamente com Kate McKenna, a diretora técnica da APXGP, ele aprimora seu carro de forma que o veículo possa atingir uma velocidade maior nas curvas. Essa inovação técnica rende a Sonny várias classificações entre os dez primeiros, tornando-o rapidamente um favorito do público. Isso reacende a rivalidade com Joshua, que culpa Sonny pelo acidente e o tira da pista em seu retorno no México. Somente com a intervenção de Kate, os dois pilotos conseguem se reconciliar, antes que Sonny e a diretora técnica descubram seu amor um pelo outro.
Antes da penúltima corrida em Las Vegas, a euforia dentro da equipe é freada quando a FIA toma conhecimento das peças modificadas por Kate nos carros de corrida e exige um retrocesso. Em sua raiva, Sonny sofre um grave acidente na pista e é expulso da equipe por Ruben. Mais tarde, ele é contatado pelo membro do conselho da APXGP, Peter Banning, que deseja assumir a escuderia de Ruben na nova temporada e também colocar Sonny em uma posição de liderança. Banning admite ter dado a dica à FIA sobre os componentes para evitar uma vitória dos pilotos da APXGP e, consequentemente, a renovação do contrato de Ruben. Sonny rejeita a oferta e, em vez disso, convence Ruben a deixá-lo competir na última corrida. Juntamente com Joshua, ele avança para o top 5 em Abu Dhabi, antes de sofrer um acidente que aciona a bandeira vermelha. No entanto, com o carro danificado, Sonny ainda consegue ir para o box, onde seu veículo pode ser reparado com sucesso durante a interrupção da corrida. Após o reinício, Joshua e ele ganham mais posições graças a pneus novos e se veem apenas diante de Lewis Hamilton. Sonny simula uma ultrapassagem que Hamilton precisa defender, permitindo que Joshua o ultrapasse. Na disputa pela liderança, ocorre uma colisão entre os dois pilotos, o que faz com que Sonny vença inesperadamente a corrida e, assim, possibilite a Ruben uma renovação de contrato de três anos na APXGP.
Após sua vitória, Sonny se retira da Fórmula 1 e participa de corridas de buggy no deserto. Kate havia prometido visitá-lo anteriormente.

## Elenco
- Brad Pitt como Sonny Hayes
- Damson Idris como Joshua "Noah" Pearce
- Kerry Condon como Kate, diretora técnica da APXGP
- Tobias Menzies como Banning
- Kim Bodnia como Kaspar, chefe de equipe da APXGP
- Javier Bardem como Ruben Cervantes, ex-companheiro de equipe, amigo e proprietário da equipe APXGP
- Shea Whigham como Chip Hart
- Joseph Balderrama como Rico Fazio
- Sarah Niles como Bernadette Pearce, mãe de Joshua
- Samson Kayo como Cashman
- Callie Cooke como Jodie
- Will Merrick como Nickleby
- Layne Harper como Imprensa

Além disso, todas as dez equipes de Fórmula 1 e seus respectivos pilotos da temporada de 2023 aparecerão como eles mesmos, incluindo:[carece de fontes?]
- Max Verstappen, bicampeão mundial de 2021 e 2022, da Holanda, piloto da Red Bull Racing
- Sergio Pérez, do México, piloto da Red Bull Racing
- Lewis Hamilton, heptacampeão mundial do Reino Unido, piloto da Mercedes
- George Russell, do Reino Unido, piloto da Mercedes
- Charles Leclerc, de Mônaco, piloto da Scuderia Ferrari
- Carlos Sainz Jr., da Espanha, piloto da Scuderia Ferrari
- Lando Norris, do Reino Unido, piloto da McLaren
- Oscar Piastri, da Austrália, piloto da McLaren
- Fernando Alonso, bicampeão mundial da Espanha, piloto da Aston Martin
- Lance Stroll, do Canadá, piloto da Aston Martin
- Pierre Gasly, da França, piloto da Alpine
- Esteban Ocon, da França, piloto da Alpine
- Valtteri Bottas, da Finlândia, piloto da Alfa Romeo
- Zhou Guanyu, da China, piloto da Alfa Romeo
- Nico Hülkenberg, da Alemanha, piloto da Haas F1
- Kevin Magnussen, da Dinamarca, piloto da Haas F1
- Nyck de Vries, da Holanda, piloto da Scuderia AlphaTauri
- Daniel Ricciardo, da Austrália, piloto da Scuderia AlphaTauri
- Yuki Tsunoda, do Japão, piloto da Scuderia AlphaTauri
- Liam Lawson, da Nova Zelândia, piloto da Scuderia AlphaTauri
- Logan Sargeant, dos Estados Unidos, piloto da Williams
- Alexander Albon, do Reino Unido e da Tailândia, piloto da Williams

Outras personalidades que aparecerão como elas mesmas incluem o ex-chefe de equipe da Haas F1, Guenther Steiner, e o tricampeão de Le Mans, Benoît Tréluyer. Simone Ashley e Abdul Salis também se juntaram ao elenco em papéis não divulgados.[carece de fontes?]

## Produção
Em 3 de dezembro de 2021, iniciou-se uma disputa acirrada por um filme sem título, estrelado por Brad Pitt, com o produtor Jerry Bruckheimer, o diretor Joseph Kosinski e o roteirista Ehren Kruger — que já haviam trabalhado juntos em "Top Gun: Maverick" — em suas respectivas funções. Fontes indicaram que o piloto de Fórmula 1 Lewis Hamilton também estava envolvido no projeto. Os estúdios que participaram da disputa incluíram Paramount Pictures, Metro-Goldwyn-Mayer, Sony Pictures, Universal Pictures e Walt Disney Pictures, além das plataformas de streaming Netflix, Apple e Amazon MGM Studios. Pitt recebeu 30 milhões de dólares por sua participação.
Em novembro de 2022, Claudio Miranda anunciou que seria o diretor de fotografia do filme. Em abril de 2023, Damson Idris foi contratado após um longo processo de seleção, que incluiu uma lista de atores testando carros em janeiro de 2023. Kerry Condon e Tobias Menzies se juntaram ao elenco nos meses seguintes. Sarah Niles e Simone Ashley também foram confirmadas.
Antes das filmagens, Pitt e Idris testaram carros de Fórmula 3 e Fórmula 2 no Circuito Paul Ricard, na França. Em julho de 2023, a fotografia principal começou no Circuito de Silverstone, no Reino Unido, incluindo filmagens durante o fim de semana do Grande Prêmio da Grã-Bretanha de 2023, nos dias 8 e 9 de julho. Pitt dirigiu um carro de Fórmula 2 modificado com um pacote aerodinâmico de Fórmula 1 durante o fim de semana da corrida, mas não em uma sessão oficial de F1. O carro foi feito em colaboração com a equipe Mercedes-AMG F1 e a Carlin Motorsport. As filmagens também ocorreram no Hungaroring, Circuit de Spa-Francorchamps, Monza Circuit, Circuit Zandvoort, Suzuka International Racing Course, Autódromo Hermanos Rodríguez, Las Vegas Strip Circuit e Yas Marina Circuit, bem como nas 24 Horas de Daytona de 2024(en). O carro Porsche 911 GT3 R #120 da Wright Motorsports competiu com câmeras a bordo e usando uma pintura do filme, incluindo um carro esportivo Lola B2K/10 com câmera para tomadas de alta velocidade. Em conversa com o ex-piloto de F1 e comentarista da SkySports F1, Martin Brundle, no Grande Prêmio da Grã-Bretanha de 2023, Pitt confirmou a participação de Javier Bardem. Mais tarde naquele mês, a ESPN noticiou que o filme se chamaria "Apex", mas depois retratou a afirmação. Em 5 de julho de 2024, o título "F1" foi anunciado. Um teaser trailer foi lançado antes do Grande Prêmio da Grã-Bretanha de 2024. Kruger recebeu crédito exclusivo pelo roteiro do filme, além do crédito de história com Kosinski, enquanto Jez Butterworth, Kara Smith, Aaron Sorkin e Christopher Storer receberam crédito de Material Literário Adicional (não exibido na tela).
Em maio de 2024, Matthew Belloni, da Puck, relatou que o orçamento do filme seria de 300 milhões de dólares. Bruckheimer e Kosinski refutaram a afirmação; o primeiro citou incentivos fiscais e patrocínios como fatores que diminuíram o orçamento, e o último disse: "Nunca tive uma experiência em que estivessem tão errados em relação a um filme. Não tenho certeza de onde veio esse número."

### Música
Durante o Grande Prêmio da Áustria de 2024, Hans Zimmer anunciou que será o responsável pela trilha sonora original do filme. Esta é sua segunda colaboração com Kosinski, a primeira sendo em "Top Gun: Maverick" (2022). Este também será o segundo filme relacionado à Fórmula 1 que Zimmer irá musicar, sendo o primeiro "Rush" (2013), dirigido por Ron Howard.
Os rappers americanos Don Toliver e Doja Cat lançaram a música "Lose My Mind" e seu videoclipe em 30 de abril de 2025, como parte da trilha sonora do filme, intitulada "F1 the Album". A cantora neozelandesa e sul-coreana Rosé lançou a música "Messy" e seu videoclipe como o segundo single da trilha sonora em 8 de maio de 2025. Em seguida, "No Room For A Saint" do DJ australiano Dom Dolla, com participação do cantor americano Nathan Nicholson, foi lançada. Os quarto e quinto singles, "Baja California" do rapper porto-riquenho Myke Towers e "Bad As I Used To Be" do cantor country americano Chris Stapleton, foram lançados em 23 de maio de 2025. Em 30 de maio de 2025, "Just Keep Watching" de Tate McRae também foi lançada.
Diversos singles promocionais foram lançados em datas diferentes. Entre eles, estão "No Room for a Saint", de Dom Dolla; "Bad as I Used to Be", de Chris Stapleton; "OMG!", de Tiësto e Sexyy Red; e "Underdog", de Roddy Ricch.
Em 20 de junho de 2025, "Drive", de Ed Sheeran, foi lançada como single. Em 27 de junho, "Don't Let Me Drown", de Burna Boy, foi lançada como último single do álbum no mesmo dia do lançamento do filme nos cinemas.

### Pós-produção
Ryan Tudhope foi o supervisor de efeitos visuais, e a Framestore forneceu os serviços de pós-produção para o filme, com a participação de seus estúdios em Londres e Mumbai.

## Lançamento

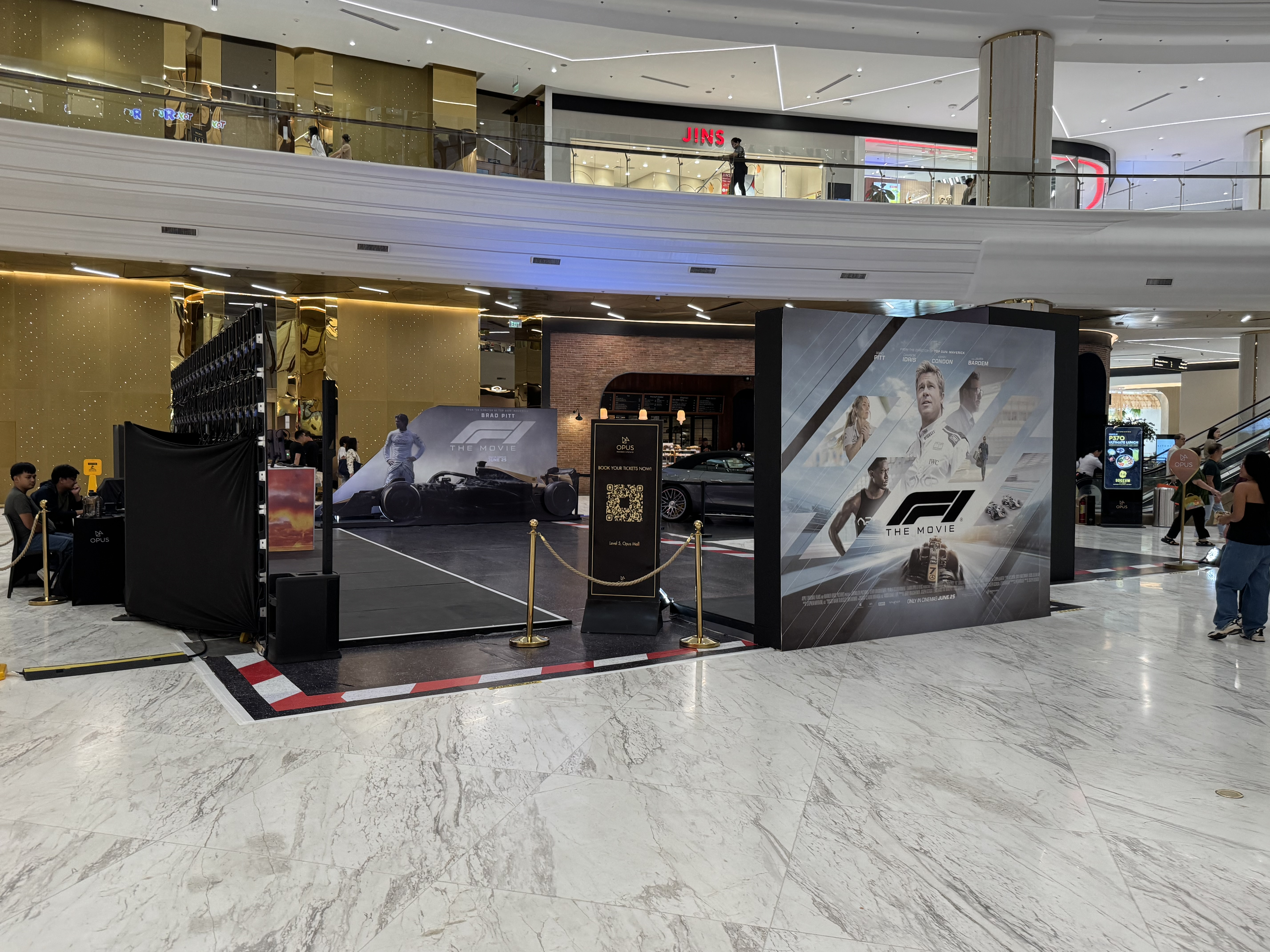
Estande promocional da F1 em Bridgetowne.

Em junho de 2022, a Apple adquiriu os direitos de distribuição em um acordo avaliado entre 130 e 140 milhões de dólares, sem incluir as compensações para talentos principais. Em junho de 2024, a Warner Bros. Pictures adquiriu da Apple os direitos de distribuição teatral, home entertainment e compra digital. O filme foi lançado no formato IMAX internacionalmente em 25 de junho de 2025, e nos Estados Unidos e Canadá em 27 de junho de 2025.
A Apple mantém os direitos de SVOD, e o filme estará disponível no Apple TV+ em uma data posterior.
Dois trailers foram lançados: o primeiro em 7 de julho de 2024, antes do Grande Prêmio da Grã-Bretanha de 2024; um spot de TV foi divulgado em 9 de fevereiro de 2025, durante o Super Bowl LIX; e um segundo trailer oficial foi lançado em 13 de março de 2025, pouco antes do início do Grande Prêmio da Austrália. O jogo F1 25 apresenta a pintura da equipe APXGP, tal como aparece no filme, juntamente com cenários que os jogadores poderão experimentar.
Uma exibição privada foi realizada no Festival de Cinema de Cannes para os pilotos da temporada de 2025.
O filme teve sua estreia mundial em 16 de junho de 2025, no Radio City Music Hall em Nova York, contando com a presença do elenco e de pilotos de Fórmula 1. A estreia europeia ocorreu em 23 de junho no Empire Leicester Square, em Londres. No Brasil e em Portugal o filme estreou no dia 26 de junho de 2025, em Portugal o filme conta com a distribuição da Cinemundo.

## Recepção
No site agregador de críticas Rotten Tomatoes, 83% das 339 avaliações dos críticos são positivas. O consenso do site afirma: "Impulsionado pelo magnetismo descontraído de Brad Pitt e ostentando um motor turbinado, cortesia da direção cinética de Joseph Kosinski, F1 the Movie traz um toque vintage e legal até a linha de chegada." O Metacritic, que usa uma média ponderada, atribuiu ao filme uma pontuação de 68 em 100, baseado em 56 críticos, indicando críticas "geralmente favoráveis". O público pesquisado pelo CinemaScore deu ao filme uma nota média de "A", em uma escala de A+ a F, enquanto aqueles pesquisados pelo PostTrak deram uma pontuação geral positiva de 92%, com 78% dizendo que definitivamente recomendariam o filme.
A recepção na mídia automobilística foi mista. Ben Hunt, da Autosport, disse que o filme foi "bom para quem não é fã de F1", enquanto Mark Mann-Bryans disse que "não foi bom para quem estava assistindo", elogiando a qualidade da produção e a trilha sonora, mas criticando o enredo e as personagens femininas. Fred Smith, da Road & Track, disse que o filme era "divertido, mas os fãs de corrida hardcore vão estremecer". Phillip Horton, da Autoweek, descreveu o filme como "um absurdo sólido o suficiente para um pouco de escapismo".
O então tetracampeão mundial de pilotos, Max Verstappen, faltou à exibição privada para pilotos de F1 e à estreia em Nova York, e Carlos Sainz Jr. alertou os "fãs puros de F1" para "terem a mente aberta aos filmes de Hollywood".